# Equívoco
Equívoco é uma falácia informal que consiste em usar uma afirmação com significado diferente do que seria apropriado ao contexto, ou seja, é a utilização da mesma palavra, mas com um sentido diferente

## Exemplos
- Utilizar uma palavra de múltiplos significados como se fosse apenas um único.
  - Os assassinos de crianças são desumanos. Portanto, os humanos não matam crianças. (Essa frase joga com o significado da palavra humano. Uma coisa é o significado biológico, outra é o significado moral de humano.)
  - Os homens são seres racionais. Logo, as mulheres não são seres racionais. (Existe uma confusão com o significado da palavra homem como ser humano ou ser humano do gênero masculino.)
- Confundir uma afirmação de "pode" com uma afirmação de "deve". Dever pode tanto ser utilizado no sentido de possibilidade como também no sentido de obrigação.
  - (Argumentador A): Acho que hoje deve chover.
  - (Argumentador B): As nuvens não obedecem nossa moral vã.